# Bernberg
Bernberg ist ein Ortsteil der Stadt Gummersbach im Oberbergischen Kreis im südlichen Nordrhein-Westfalen.

## Lage
Der Ort liegt rund drei Kilometer östlich des Stadtzentrums.

## Geschichte
1542 wurde der Ort erstmals urkundlich erwähnt, indem Koyst und weitere Einwohner to Bermberch in den Türkensteuerlisten aufgeführt wurden.
Die Dörfer Großenbernberg und Kleinenbernberg gehörten bis 1806 zur Reichsherrschaft Gimborn-Neustadt. Nach ihrer Zugehörigkeit zum Großherzogtum Berg (1806–1813) und einer provisorischen Übergangsverwaltung kam die Region aufgrund der auf dem Wiener Kongress getroffenen Vereinbarungen 1815 zum Königreich Preußen. Unter der preußischen Verwaltung gehörten die beiden Orte zunächst zum Kreis Gimborn (1816–1825) und danach zum Kreis Gummersbach in der Rheinprovinz. Im Jahr 1843 hatte das Dorf Großenbernberg 136 Einwohner, die in 28 Häusern lebten, Kleinenbernberg hatte 119 Einwohner in 21 Häusern. Bis auf drei katholische waren alle Einwohner evangelisch.

## Kultur

### Schulen
- Gemeinschaftsgrundschule Bernberg

### Kindergärten
- Kita Kinderwelten, Bernberg-Süd
- DRK-Kindergarten Krümelkiste, Bernberg-Nord
- Städtischer Kindergarten Janoschs Trauminsel, Bernberg-Süd

### Kirchliche Einrichtungen
- Ev. Gemeindezentrum Bernberg
- CVJM Bernberg
- Evangeliums Christen Gemeinde

### Vereinswesen
- Freiwillige Feuerwehr Bernberg
- Schießverein Bernberg von 1910 e. V.

### Sport
- Spvg Dümmlinghausen-Bernberg e. V.

### Regelmäßige Veranstaltungen
- Schützenfest
- Osterfeuer
- Sankt-Martins-Zug

### Sehenswürdigkeiten

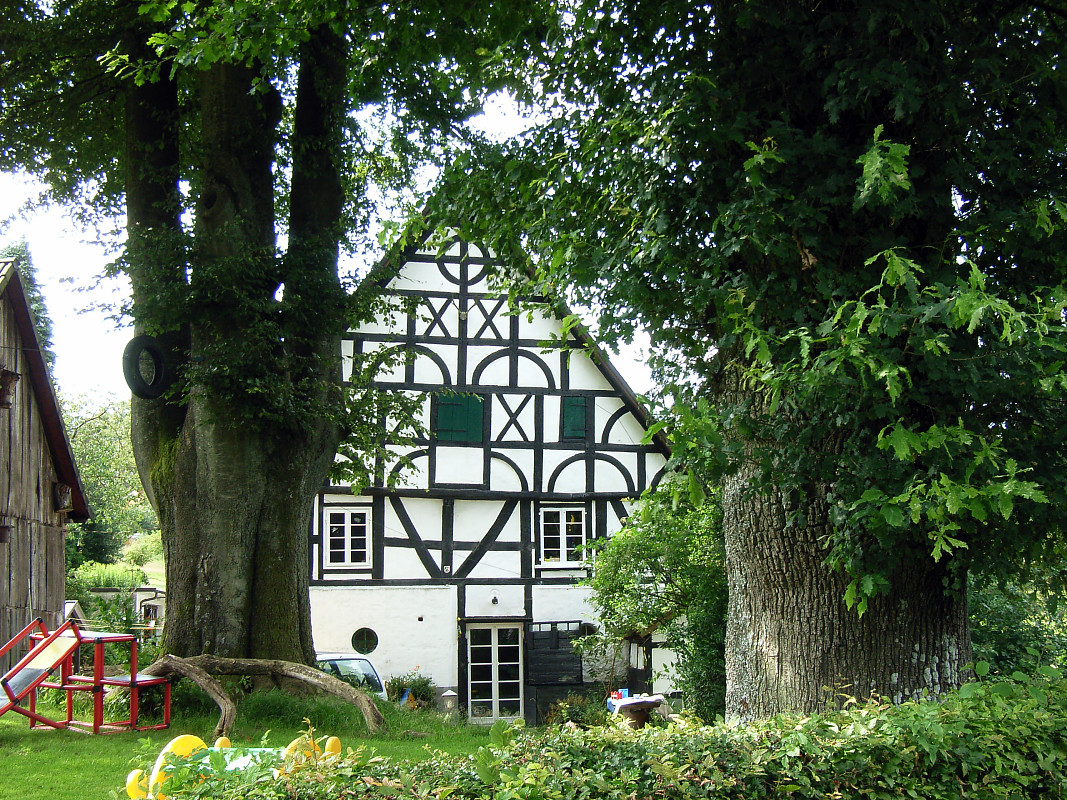
Bernberg, Haus Torley, Ziergiebel

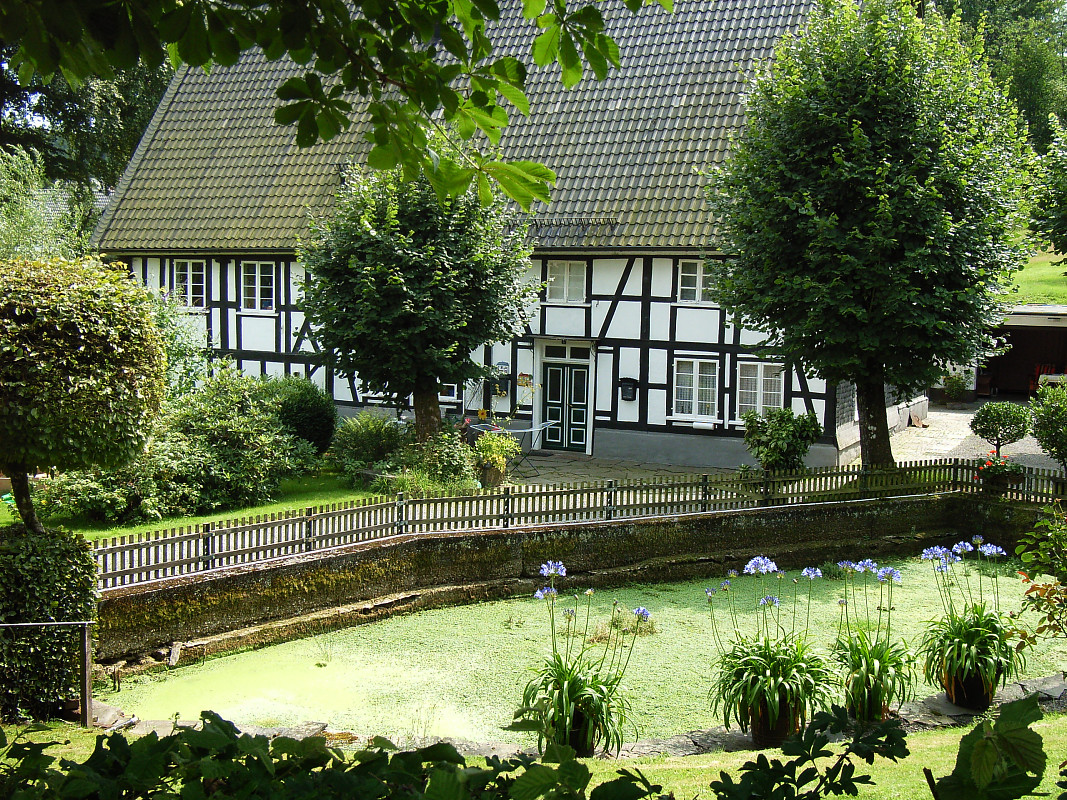
Bernberg, Haus Torley, Längsseite

Haus Torley zählt mit dem überlieferten Richtjahr 1592 zu den ältesten erhaltenen Wohnhäusern der Region. Große Bedeutung kommt ihm  aufgrund seines reich gegliederten Fachwerk-Ziergiebels zu.
Anbauten erfolgten 1665 (zu diesem Zeitpunkt ist das Fachwerkhaus in Besitz des damaligen Gummersbacher Pfarrers Johann Bolenius), 1700 (nun in Besitz der namengebenden Familie Torley, deren Ahnherr, ein schwedischer Offizier, im Dreißigjährigen Krieg im Oberbergischen sesshaft geworden war) und zuletzt 1825.
Die Bauform (Querdielenhaus im Gegensatz zu dem im NO des Kreises vorherrschenden sächsisch-westfälischen Längsdielenhaus) fußt auf fränkischer Tradition: Im Erdgeschoss befand sich ursprünglich die große Diele mit Feuerstelle; nach rechts betrat man die Stube, nach links den Stall. Im Obergeschoss lagen Schlaf- und Vorratskammern; im Dachgeschoss hortete man Nahrungsmittel, Tierfutter und Stroh. Die zugehörige Scheune wurde wahrscheinlich erst um 1880 erbaut. Ein ursprünglich zum Anwesen gehörendes alleinstehendes, gemauertes Backhaus („Backes“) wurde 1943 durch eine Fliegerbombe zerstört.

## Verkehr
Die Haltestellen ‚Hahnenkroh‘, ‚Bernberg‘ und ‚Altenzentrum‘ werden über die Buslinie 303 (Gummersbach – Eckenhagen / Waldbröl), die Haltestellen ‚Hahnenkroh‘, ‚Großenbernberger Str.‘, ‚Südring Mitte‘, ‚Falkenhöhe‘ und ‚Bernberg‘ auch durch die Buslinie 364 (Rundverkehr Gummersbach – Bernberg) angeschlossen.